# Aporosa lamellata
Aporosa lamellata är en emblikaväxtart som beskrevs av Airy Shaw. Aporosa lamellata ingår i släktet Aporosa och familjen emblikaväxter. Inga underarter finns listade i Catalogue of Life.